# Ailton Ferreira Silva
Ailton Ferreira Silva, mais conhecido como Ailton (Lauro de Freitas, 16 de março de 1995) é um futebolista brasileiro que atua como lateral-esquerdo. Atualmente, está sem clube.

## Carreira

### Fluminense e empréstimos
Tendo iniciado sua carreira no Fluminense, Ailton se mudou para o Neftçi Peşəkar, do Azerbaijão, em um contrato de empréstimo de uma temporada em junho de 2015. Na temporada seguinte, Ailton mudou-se para o Estoril Praia, time português da Primeira Liga, em um contrato de empréstimo de uma temporada.

### VfB Stuttgart e empréstimos
Em julho de 2017, Ailton ingressou no Stuttgart e assinou um contrato de quatro anos. A taxa de transferência paga ao Estoril foi reportada em cerca de 1 milhão de euros.
Em 25 de janeiro de 2018, Ailton foi emprestado ao Estoril até o final da temporada.
Para a temporada 2018-19 foi emprestado ao Braga.
Em 4 de julho de 2019, Ailton foi emprestado ao Qarabağ até o final da temporada.

### Midtjylland
Ailton mudou-se para o clube dinamarquês do Midtjylland em uma transferência permanente em 1 de fevereiro de 2021, o último dia da janela de transferências de 2020-21.

## Títulos
FK Qarabağ
- Campeonato Azerbaijão de Futebol: 2019-2020

Náutico
- Campeonato Pernambucano: 2022